# معراته ام حوش
معراته ام حوش (به عربی: معراتة أم حوش) یک روستا در سوریه است که در اعزاز واقع شده‌است. معراته ام حوش ۳٬۴۰۳ نفر جمعیت دارد.